# Palazzo Strozzi (Mantova)
Palazzo Strozzi è un edificio storico di Mantova, sito in corso Vittorio Emanuele II.

## Storia e descrizione

Stemma degli Strozzi

Nel sito attuale di Palazzo Strozzi, nel XV secolo, sorgeva la dimora dei Folenghi e successivamente fino ai primi decenni del XIX secolo, un palazzo di proprietà del marchese Francesco Torelli. Dopo vari utilizzi gli edifici furono messi in vendita dal Demanio austriaco nel 1821. 
Pietro Tommasi ne acquisì la proprietà nel 1826 provvedendo a costruire un palazzo in luogo degli edifici esistenti all'interno dei quali furono staccati affreschi della scuola di Giulio Romano, attualmente conservati nel Museo di Castelvecchio di Verona.
Nel 1863 il marchese Luigi Strozzi acquistò la proprietà del Tommasi aggregandola ai beni adiacenti che aveva ereditato dal marchese Carlo Strozzi costruendoci un nuovo palazzo, che dal 1872 fu la sede centrale della Banca Mutua Popolare di Mantova. Un'ulteriore radicale ristrutturazione su progetto dell'architetto Giovanni Giachi  interessò l'ex proprietà Strozzi tra il 1910 e il 1912 con l'utilizzo anche del cemento armato, all'epoca di nuova introduzione in edilizia.
Dopo l'incorporazione nel 1932 della Banca Mutua Popolare di Mantova in Banca Agricola Mantovana, di quest'ultima ne divenne la sede centrale nel 1949. Precedentemente, dal luglio 1944 il palazzo fu utilizzato come tipografia de La Voce di Mantova che con la liberazione rinacque come Mantova libera che poco dopo riprese l'antica testata di Gazzetta di Mantova. Nel 2008 con la fusione di Banca Agricola Mantovana in Banca Monte dei Paschi di Siena, il palazzo divenne proprietà della banca toscana.
Palazzo Strozzi è un esempio di eclettismo dove si mescolano elementi del quattrocento toscano  ed altri di origine veneziana. La facciata principale fu realizzata interamente in marmo botticino,